# (15639) 2074 P-L
(15639) 2074 P-L est un astéroïde de la ceinture principale d'astéroïdes découvert en 1960.

## Description
(15639) 2074 P-L a été découvert le 24 septembre 1960 à l'observatoire Palomar, situé au nord de San Diego en Californie, par Cornelis Johannes van Houten, Ingrid van Houten-Groeneveld et Tom Gehrels.

### Caractéristiques orbitales
L'orbite de cet astéroïde est caractérisée par un demi-grand axe de 2,32 ua, un périhélie de 2,11 ua, une excentricité de 0,09 et une inclinaison de 2,52° par rapport à l'écliptique. Du fait de ces caractéristiques, à savoir un demi-grand axe compris entre 2 et 3,2 ua et un périhélie supérieur à 1,666 ua, il est classé, selon la JPL Small-Body Database, comme objet de la ceinture principale d'astéroïdes.

### Caractéristiques physiques
(15639) 1960 P-L a une magnitude absolue (H) de 15,7 et un albédo estimé à 0,455.